# Championnats du monde de duathlon 2007
Navigation
Édition précédente Édition suivante
Les Championnats du monde de duathlon 2007 présentent les résultats des championnats mondiaux de duathlon en 2007 organisés par la fédération internationale de triathlon.
Les 18e championnats se sont déroulés à Gyor en Hongrie les 19 et 20 mai 2007.

## Résultats

### Élite
Distances parcourues
| Distances course (kilomètres) | Distances course (kilomètres) | Distances course (kilomètres) |
| Course à pied                 | Cyclisme                      | Course à pied                 |
| ----------------------------- | ----------------------------- | ----------------------------- |
| 10                            | 40                            | 5                             |

| Rang               | Athlète        | Pays        | Temps           |
| ------------------ | -------------- | ----------- | --------------- |
| Médaille d'or      | Paul Amey      | Royaume-Uni | 1 h 40 min 51 s |
| Médaille d'argent  | Jurgen Dereere | Belgique    | 1 h 40 min 55 s |
| Médaille de bronze | Sergio Silva   | Portugal    | 1 h 41 min 00 s |

| Rang               | Athlète           | Pays        | Temps           |
| ------------------ | ----------------- | ----------- | --------------- |
| Médaille d'or      | Vanessa Fernandes | Portugal    | 1 h 54 min 06 s |
| Médaille d'argent  | Michelle Dillon   | Royaume-Uni | 1 h 54 min 43 s |
| Médaille de bronze | Erika Csomor      | Hongrie     | 1 h 54 min 53 s |

### Moins de 23 ans
Distances parcourues
| Distances course (kilomètres) | Distances course (kilomètres) | Distances course (kilomètres) |
| Course à pied                 | Cyclisme                      | Course à pied                 |
| ----------------------------- | ----------------------------- | ----------------------------- |
| 10                            | 40                            | 5                             |

| Rang               | Athlète           | Pays     | Temps           |
| ------------------ | ----------------- | -------- | --------------- |
| Médaille d'or      | Bojan Cebin       | Slovénie | 1 h 43 min 07 s |
| Médaille d'argent  | Bart Aernouts     | Belgique | 1 h 43 min 11 s |
| Médaille de bronze | Jose Miguel Perez | Espagne  | 1 h 43 min 39 s |

| Rang               | Athlète           | Pays      | Temps           |
| ------------------ | ----------------- | --------- | --------------- |
| Médaille d'or      | Charlotte Gauchet | France    | 1 h 59 min 41 s |
| Médaille d'argent  | Ewa Bugdol        | Pologne   | 2 h 07 min 40 s |
| Médaille de bronze | Sarah Roy         | Australie | 2 h 11 min 56 s |

### Junior
Distances parcourues
| Distances course (kilomètres) | Distances course (kilomètres) | Distances course (kilomètres) |
| Course à pied                 | Cyclisme                      | Course à pied                 |
| ----------------------------- | ----------------------------- | ----------------------------- |
| 5                             | 20                            | 2,5                           |

| Rang               | Athlète           | Pays           | Temps       |
| ------------------ | ----------------- | -------------- | ----------- |
| Médaille d'or      | Richard Murray    | Afrique du Sud | 50 min 38 s |
| Médaille d'argent  | Alistair Brownlee | Royaume-Uni    | 50 min 53 s |
| Médaille de bronze | José Estrangeiro  | Portugal       | 50 min 59 s |

| Rang               | Athlète          | Pays    | Temps       |
| ------------------ | ---------------- | ------- | ----------- |
| Médaille d'or      | Zsofia Toth      | Hongrie | 58 min 24 s |
| Médaille d'argent  | Agnieszka Jerzyk | Pologne | 58 min 44 s |
| Médaille de bronze | Agnes Kostyal    | Hongrie | 58 min 49 s |

## Tableau des médailles
| Rang  | Nation         | Or | Argent | Bronze | Total |
| ----- | -------------- | -- | ------ | ------ | ----- |
| 1     | Royaume-Uni    | 1  | 2      | 0      | 3     |
| 2     | Hongrie        | 1  | 0      | 2      | 3     |
| -     | Portugal       | 1  | 0      | 2      | 3     |
| 4     | Afrique du Sud | 1  | 0      | 0      | 1     |
| -     | France         | 1  | 0      | 0      | 1     |
| -     | Slovénie       | 1  | 0      | 0      | 1     |
| 7     | Belgique       | 0  | 2      | 0      | 2     |
| -     | Pologne        | 0  | 2      | 0      | 2     |
| 9     | Australie      | 0  | 0      | 1      | 1     |
| -     | Espagne        | 0  | 0      | 1      | 1     |
| Total | Total          | 6  | 6      | 6      | 18    |